# Thuốc nổ

Biểu tượng cảnh báo nổ.

Thuốc nổ là loại vật liệu mà có cấu tạo hóa học, hay năng lượng, không bền. Thông thường nó tạo ra sự bùng nổ của vật liệu và đi kèm với nhiệt lượng và sự thay đổi lớn về áp suất (điển hình còn có ánh sáng lóe lên, tiếng nổ lớn và có sóng xung kích) và hiện tượng trên được gọi là sự nổ.

## Phân loại
- Theo thành phần: đơn chất (hóa hợp),

đa chất (hỗn hợp);
- Theo trạng thái: có lỏng, rắn, khí và dẻo;
- Theo công dụng: thuốc nổ chính và thuốc gây nổ;

## Một số loại thuốc nổ thường dùng ở Việt Nam

### Thuốc gây nổ Fuminat thủy ngân Hg(ONC)2
Thuốc nổ ở dạng hóa hợp, có tinh thể màu trắng hoặc màu tro, độc, khó tan trong nước lã, nhưng tan trong nước sôi.
- Tính năng: rất nhạy nổ với va đập cọ xát, tốc độ nổ 5.040 m/s. Dễ bắt lửa, khi bắt lửa nổ ngay, ở nhiệt độ 160-170 °C tự nổ. Dễ hút ẩm, khi bị ẩm sức nổ kém đi và có thể không nổ. Tác dụng mạnh với axít, nếu là axít đặc tạo ra phản ứng nổ. Khi tiếp xúc với nhôm sẽ ăn nát nhôm phản ứng tỏa nhiệt.
- Công dụng: nhồi vào các loại kíp, đầu nổ của bom, đạn.

### Thuốc nổ phá

#### Tô lít
Còn gọi là TNT (trinitrotoluen) công thức hóa học CH3C6H2(NO2)3.
Thuốc nổ ở dạng hóa hợp, tinh thể cứng màu vàng nhạt, tiếp xúc với ánh sáng ngả màu nâu, vị đắng, khó tan trong nước, tan trong dung môi hữu cơ (cồn, ête, benzen, axeton), khói độc.
- Tính năng: an toàn khi va đập, cọ xát, đạn súng trường bắn xuyên qua không nổ, tốc độ nổ 7.000 m/s. Đốt khó cháy, ở nhiệt độ 81 °C thì chảy, 310  °C thì cháy, khi cháy có ngọn lửa đỏ, khói đen, mùi nhựa thông và không nổ, nếu cháy ở nơi kín có thể cháy nổ. Rất ít hút ẩm, thuốc đúc hầu như không hút ẩm, thuốc đúc và ép có thể dùng dưới nước, thuốc bột dễ ngấm nước, khi bị ẩm dù phơi khô vẫn nổ. Không tác dụng với kim loại. Gây nổ bằng kíp số 8.
- Công dụng: dùng rộng rãi trong phá các vật thể (đất, đá, gỗ...) làm thuốc nổ chính trong bom, mìn, đạn pháo, lựu đạn,...Trộn với thuốc nổ khác làm dây nổ.

#### Thuốc nổ dẻo C4
Thuốc nổ dẻo C4 là hỗn hợp có thành phần 85% hexogen, 15% xăng crep, có dạng dẻo dễ nhào nặn.
- Tính năng: va đập cọ xát an toàn, đốt khó cháy. Không hút ẩm, không tan trong nước, không tác dụng với kim loại. Gây nổ bằng kíp số 8.
- Công dụng: uy lực nổ lớn hơn TNT nên thường làm lượng nổ, nhồi vào đạn lõm. Với tính dẻo dễ nặn theo mọi hình thù nên thường dùng trong công trình công binh, sử dụng phá hoại công trình.

Uy lực sát thương: Đối với thuốc nổ TNT thì 4200–7000 m/s còn đối với C4 thì 7380 m/s. Nó không bị đạn súng trường gây nổ, Nó thường được làm thành từng bánh có khối lượng 200g hoặc 400g. Nó tự động nổ từ 202oC trở lên.

#### Thuốc nổ đen
Là loại thuốc nổ hỗn hợp dạng bột vụn màu đen hay xanh thẫm, dạng viên nhỏ đường kính 5–10 mm, khói độc, thành phần của thuốc nổ gồm 75% nitrat kali, 15% cacbon, 10% lưu huỳnh.
- Tính năng: rất dễ bắt lửa, chỉ cần tàn lửa cũng làm thuốc bốc cháy và nổ. Rất dễ hút ẩm, bị ẩm nhiều không sử dụng được.
- Công dụng: làm thuốc dẫn lửa trong dây cháy chậm, làm thuốc phóng trong phóng đá, mìn, đầu đạn, rốc két, tên lửa...

## Sử dụng
- Dùng để nhồi vào hạt lửa, bộ lửa đạn pháo, kíp nổ, đạn hỏa thuật, liều phóng các loại đạn dược... hoặc dùng trong công nghiệp...

## Phản ứng hóa học của thuốc nổ
Một phản ứng hóa học của thuốc nổ là một hợp chất hoặc hỗn hợp, dưới tác dụng của nhiệt và sốc, phân rã hay tái sắp xếp cực kỳ nhanh chóng, thu được rất nhiều khí và nhiệt. Một số chất không được xếp vào hàng thuốc nổ có thể thực hiện một hoặc hai trong số các việc kể trên. Ví dụ như, một hỗn hợp của nitro và oxy có thể phản ứng cực nhanh và tạo ra sản phẩm khí là NO, nhưng hỗn hợp trên không phải là thuốc nổ vì không sinh ra nhiệt mà hấp thụ nhiệt.
N2 + O2 → 2NO - 43.200 calories (hay 180 kJ) cho một mol N2
Để một chất hóa học trở thành thuốc nổ nó phải có biểu hiện về:
- Sự giãn nở nhanh (sản sinh nhanh khí hay nung nóng nhanh khí xung quanh)
- Tỏa nhiệt
- Phản ứng nhanh
- Sự khởi đầu của phản ứng.

## Thuốc nổ trong quân đội
Để xác định tính tương thích của một chất nổ với mục đích của quân đội, những đặc tính vật lý của nó phải được kiểm nghiệm kỹ lưỡng. Tính hữu dụng của một chất nổ chỉ có thể được đánh giá cao khi những đặc tính này đã được hiểu xuyên suốt. Rất nhiều loại thuốc nổ đã được nghiên cứu trong những năm gần đây để xác định tính tương thích với các mục đích của quân đội và phần lớn tỏ ra không phù hợp. Một số loại có thể được chấp nhận nhưng vẫn còn một số tính chất ngoài ý muốn và vì thế hạn chế tính hữu dụng của chúng trong các ứng dụng của quân đội. Yêu cầu cho chất nổ trong quân đội rất nghiêm ngặt và rất ít chất nổ sở hữu những tính chất tiêu chuẩn này. Một số tính chất khá quan trọng là:

### Tính khả dĩ và giá thành
Trong bối cảnh của chiến tranh hiện đại, khối lượng thuốc nổ cần sử dụng rất khổng lồ. Vì thế thuốc nổ phải được sản xuất từ các vật liệu thô rẻ tiền, không có tính chiến lược và đáp ứng được nhu cầu với số lượng lớn. Hơn nữa, quy trình sản xuất phải đáp ứng được yêu cầu đơn giản, rẻ tiền và an toàn.

### Tính nhạy nổ
Khi nói tới chất nổ, tính chất này đại diện cho điều kiện mà nó có thể bắt cháy hoặc phát nổ, ví dụ như lượng và cường độ của sốc, nhiệt hay ma sát tối thiểu. Khi cụm từ tính nhạy nổ được sử dụng, nên cẩn thận để làm rõ là tính nhạy nổ gì. Tính nhạy nổ tương đối của một loại chất nổ với va chạm có thể khác xa với ma sát hay nhiệt. Một số phương pháp kiểm tra để xác định tính nhạy nổ như sau:
- Tính nhạy nổ do va chạm: được biểu thị bằng khoảng cách mà một khối lượng tiêu chuẩn khi rơi xuống khiến cho chất đó phát nổ.
- Tính nhạy nổ do ma sát: được biểu thị bằng mức độ xảy ra khi một con lắc chà ngang vật liệu (chỉ chà xát, lách tách, bắt cháy hoặc phát nổ)
- Tính nhạy nổ do nhiệt: được biểu thị bằng nhiệt độ mà sự nhá sáng hay nổ của vật liệu xảy ra

Tính nhạy nổ là một điều quan trọng cần lưu tâm tới khi lựa chọn một loại thuốc nổ cho mục đích riêng biệt nào đó. Thuốc nổ trong một quả pháo phải tương đối kém nhạy, nếu không thì sóng chấn động có thể khiến nó nổ trước khi nó xuyên tới nơi mong muốn. Hay như thấu kính chất nổ xung quanh một trái bom hạt nhân phải cực kỳ kém nhạy để giảm thiểu nguy cơ nổ do tai nạn.

### Tính bền vững
Tính bền vững là khả năng của một chất nổ có thể được lưu trữ mà không bị giảm chất lượng. Những nhân tố sau có ảnh hưởng đến sự bền vững của một chất nổ:
- Thành phần hóa học: một mặt rất điển hình là các chất nổ thông thường có thể phát nổ khi bị nung lên, chứng tỏ có gì đó không bền trong cấu trúc của chúng. Mặc dù chưa có một giải thích chính xác nào được tạo ra cho vấn đề này, người ta nhận thấy rằng một số nhóm chức như nitrit (-NO2), nitrat (-NO3), azide (N3) tạo nên trạng thái "căng" bên trong. Tăng thêm sự căng này bằng cách nung nóng lên có thể tạo ra sự đứt gãy đột ngột của phân tử và sự nổ dây chuyền. Trong một số trường hợp, trạng thái không bền này của phân tử lớn đến nỗi sự phân rã xảy ra ngay cả ở điều kiện thường.
- Nhiệt độ lưu trữ: mức độ phân rã của một loại chất nổ tăng khi nhiệt độ tăng. Tất cả chất nổ của quân đội được xem là có mức bền vững cao ở nhiệt độ từ -10 tới +35 °C, nhưng mỗi loại có một nhiệt độ cao mà sự phân rã gia tăng nhanh chóng và tính bền vững giảm rõ rệt. Như điều không thể phá vỡ, phần lớn các chất nổ trở nên không bền một cách nguy hiểm khi nhiệt độ vượt quá 70 °C.
- Sự chiếu sáng: nếu tiếp xúc với tia cực tím của mặt trời, nhiều loại chất nổ có chứa nhóm nitrogen sẽ phân rã nhanh chóng, ảnh hưởng đến tính bền vững của chúng.
- Sự phóng điện: sự tích điện hay tia lửa điện để phát nổ rất thường thấy trong các loại chất nổ. Tĩnh điện hoặc sự giải phóng điện tích có thể đủ để gây nổ trong một số trường hợp. Kết quả là để an toàn khi giữ những chất nổ hay pháo hiệu cần phải nối đất cho chúng.

### Sức mạnh
Từ "sức mạnh" (hoặc chính xác hơn là sự hoạt động) được áp dụng cho một chất nổ để ám chỉ cho khả năng để thực hiện công. Trong thực tế nó được định nghĩa như khả năng của chất nổ để thực hiện theo mục đích chủ định trước. (như bắn các mảnh vỡ, luồng khí vận tốc cao, sốc khi nổ dưới nước,...). Sức mạnh của một loại chất nổ được xác định bởi một loạt các kiểm tra để xác nhận tính thích hợp với mục đích sử dụng.

### Tính phân tán
Bên cạnh sức mạnh, thuốc nổ còn biểu thị một tính chất khác, đó là hiệu ứng phân tán hay tính phân tán, được phân biệt với tổng khả năng thực hiện công. Một bồn propane khi nổ có thể giải phóng nhiều năng lượng hóa học hơn một ounce nitroglycerin, nhưng cái bồn chỉ bị xé ra thành từng mảnh to bị xoắn lại trong khi vỏ kim loại bao quanh nitrolgycerin sẽ hóa thành bụi mịn. Tính chất này rất quan trọng trong thực tiễn khi xác định tính hiệu quả của chất nổ trong vỏ pháo, quả bom, lựu đạn và những thứ tương tự. Độ nhanh chóng mà một loại thuốc nổ đạt được áp suất đỉnh điểm là sự đo lường cho tính phân tán. Giá trị của tính phân tán được sử dụng chủ yếu ở Pháp và Nga.

### Tỉ trọng
Tỉ trọng của một khối thuốc nổ là khối lượng trên một đơn vị thể tích. Một số phương pháp có thể được sử dụng, như khối viên (pellet loading), khối ném (cast loading), và khối nén (press loading), và phương pháp được sử dụng tùy thuộc vào tính chất của loại chất nổ. Dựa trên phương pháp được sử dụng, một tỉ trọng trung bình có thể đạt được và nằm trong khoảng 80-99% tỉ trọng trên lý thuyết của loại thuốc nổ đó. Tỉ trọng cao có thể giảm độ nhạy bằng cách khiến cho vật liệu tăng sự chống chịu với ma sát bên trong. Tuy nhiên, nếu tỉ trọng tăng đến mức tinh thể bị nén chặt, thuốc nổ có thể trở nên nhạy hơn. Tăng tỉ trọng còn cho phép sử dụng nhiều thuốc nổ hơn, nhờ đó tăng sức mạnh của đầu đạn. Ta có thể nén một khối thuốc nổ vượt qua mức nhạy nổ, còn gọi là mức nén chết (dead-pressing), khi đó nó không còn khả năng phát nổ một cách đáng tin cậy nữa.

### Tính dễ bay hơi
Tính dễ bay hơi, hay mức độ sẵn sàng bay hơi của một chất, là một tính chất không mong muốn của chất nổ sử dụng trong quân đội. Thuốc nổ chỉ được bay hơi rất nhẹ trong điều kiện chúng được chuyên chở và ngay cả ở nhiệt độ cao nhất mà chúng được lưu trữ. Sự bay hơi quá mức thường dẫn đến áp suất ngay trong viên đạn và tách hỗn hợp ra thành các thành phần cấu tạo. Tính bền vững, như được đề cập ở trên, là khả năng của một loại thuốc nổ có thể chịu được điều kiện lưu trữ mà không bị phân rã. Sự dễ bay hơi tác động đến cấu cạo hóa học của thuốc nổ như vậy có thể làm giảm tính bền vững và tăng sự nguy hiểm khi giữ chúng. Mức độ cho phép bay hơi tối đa là 2ml khí trong vòng 48 giờ.

### Tính hút ẩm
Sự thấm hút của nước vào thuốc nổ là điều cực kỳ không mong muốn bởi nó làm giảm độ nhạy, sức mạnh và vận tốc phát nổ của thuốc nổ. Tính hút ẩm được sử dụng như xu hướng hấp thụ hơi nước của một loại vật liệu. Độ ẩm có ảnh hưởng không tốt vì đóng vai trò như một chất làm trơ và hấp thu nhiệt khi bay hơi hoặc như một dung môi và gây ra các phản ứng hóa học ngoài ý muốn. Độ nhạy, sức mạnh và vận tốc phát nổ bị suy giảm bởi chất trơ bởi nó làm giảm tính liên tục của khối chất nổ. Khi phần ẩm bốc hơi trong quá trình nổ, sự làm mát diễn ra, do đó làm giảm nhiệt độ của phản ứng. Tính bền vững cũng bị ảnh hưởng bởi sự hiện diện của hơi ẩm do nó kích thích quá trình phân rã và hơn nữa, ăn mòn vỏ kim loại chứa chất nổ. Do tất cả các nguyên nhân nói trên, tính hút ẩm phải được khắc phục trong chất nổ cho quân đội.

### Mức độc hại
Do cấu trúc hóa học của chúng, phần lớn các loại thuốc nổ đều độc hại trên một phương diện nào đó. Bởi hiệu ứng của chất độc có thể rất khác nhau từ đau đầu nhẹ cho tới tổn thương nội tạng nghiêm trọng, phải luôn cẩn trọng với thuốc nổ để giảm thiểu nguy cơ bị nhiễm độc. Khí sản sinh ra bởi thuốc nổ cũng có thể là khí độc.

## Chế tạo
Thuốc nổ đen có thể được chế tạo thủ công bằng cách trộn theo tỷ lệ trọng lượng 75%KNO3, 15%C, 10%S. Cacbon có thể được thu bằng cách đốt gỗ (như thân cây xoan) trong tình trạng hiếm khí rồi lọc qua lưới để được bột mịn. Lưu huỳnh và KNO3 cũng cần đem phơi khô rồi lọc qua lưới để được bột mịn.